# 東京健康科学専門学校
東京健康科学専門学校（とうきょうけんこうかがく せんもんがっこう）は、東京都品川区にある専門学校。
学校法人健康科学学園により運営されている。
栄養士を養成する修業年限2年の栄養士科とスポーツトレーナー等養成する修業年限2年の健康スポーツ学科を設置している。

## 設置学科
- 栄養士科（2年・男女60名・昼間）
- 健康スポーツ学科（2年・男女40名・昼間）